# Benjamin Willis
Benjamin "Ben" Willis è il serial killer antagonista della saga di So cosa hai fatto. Il film fu notevolmente influenzato da Scream, infatti lo sceneggiatore è Kevin Williamson che ha scritto entrambi.

## Biografia
Ben Willis lavora in un hotel all'isola di Tower Bay con la moglie Sarah e i figli Susie e William. Un giorno Willis uccide la moglie dopo aver scoperto che lei lo tradiva, dopodiché lascia l'isola con i suoi due figli stabilendosi a Southport, in North Carolina. Anni dopo Susie muore in un incidente un'estate e fa sentire il suo ragazzo, David Hegan, responsabile. Per vendicare Susie, Ben uccide Hegan e lo farà sembrare un suicidio. La stessa notte i quattro ragazzi (Julie, Ray, Barry ed Helen), protagonisti del film, investiranno per errore l'assassino e credendolo morto, lo getteranno nel mare per nascondere ciò. Ma Willis non è affatto morto e un anno dopo inizia a minacciare il gruppo di amici che, nel frattempo, si erano persi di vista. Manda un biglietto a Julie e a Ray, investe Barry e taglia i capelli a Helen. I quattro credono di aver ucciso David Hegan e che l'omicida sia un suo amico. Helen e Barry cercano di tendergli una trappola sotto consiglio di Julie ma vengono uccisi. Altre vittime sono anche la sorella maggiore di Helen, e Max, un ragazzo innamorato di Julie. Essa scopre la sua vera identità dalla sorella di David Hegan. Inizia uno scontro che si conclude con Willis che perde una mano e scompare in acqua.

## Il personaggio
Il serial killer è caratterizzato da un impermeabile scuro e da un uncino di cui si serve per uccidere le proprie vittime. Nel libro da cui è stato tratto il film, non è un serial killer ma cercherà più volte di uccidere i ragazzi.
Nel secondo capitolo della saga, il Pescatore omicida torna a perseguitare con l'aiuto del figlio William, la vita dell'unica superstite del primo film, Julie James. Nel terzo episodio non vi sono i personaggi dei film precedenti ma la trama è simile a quella del primo.

## Parodie
La figura di Willis è stata parodiata in due film: Shriek - Hai impegni per venerdì 17? e in Scary Movie. Indossa il costume di Ghostface, il serial killer di Scream, ma spedisce i biglietti che incolpano i ragazzi. In un episodio di Topolino & i cattivi Disney Paperino, per rubare i dolci ai nipotini, si veste come Ben Willis.